# Hệ thống thông tin địa lý
Hệ thống thông tin địa lý (Geographic Information System - gọi tắt là GIS) được hình thành vào những năm 1960 và phát triển rất rộng rãi trong 10 năm lại đây. GIS ngày nay là công cụ trợ giúp quyết định trong nhiều hoạt động kinh tế - xã hội, quốc phòng của nhiều quốc gia trên thế giới. GIS có khả năng trợ giúp các cơ quan chính phủ, các nhà quản lý, các doanh nghiệp, các cá nhân... đánh giá được hiện trạng của các quá trình, các thực thể tự nhiên, kinh tế - xã hội thông qua các chức năng thu thập, quản lý, truy vấn, phân tích và tích hợp các thông tin được gắn với một nền hình học (bản đồ) nhất quán trên cơ sở toạ độ của các dữ liệu đầu vào.
Có nhiều cách tiếp cận khác nhau khi định nghĩa GIS. Nếu xét dưới góc độ hệ thống, thì GIS có thể được hiểu như một hệ thống gồm các thành phần: con người, phần cứng, phần mềm, cơ sở dữ liệu và quy trình-kiến thức chuyên gia?, nơi tập hợp các quy định, quy phạm, tiêu chuẩn, định hướng, chủ trương ứng dụng của nhà quản lý, các kiến thức chuyên ngành và các kiến thức về công nghệ thông tin.
Khi xây dựng một hệ thống GIS ta phải quyết định xem GIS sẽ được xây dựng theo mô hình ứng dụng nào, lộ trình và phương thức tổ chức thực hiện nào. Chỉ trên cơ sở đó người ta mới quyết định xem GIS định xây dựng sẽ phải đảm đương các chức năng trợ giúp quyết định gì và cũng mới có thể có các quyết định về nội dung, cấu trúc các hợp phần còn lại của hệ thống cũng như cơ cấu tài chính cần đầu tư cho việc hình thành và phát triển hệ thống GIS. Với một xã hội có sự tham gia của người dân và quá trình quản lý thì sự đóng góp tri thức từ phía cộng đồng đang ngày càng trở nên quan trọng và càng ngày càng có vai trò không thể thiếu.

## Ứng dụng
Theo cách tiếp cận truyền thống, GIS là một công cụ máy tính để lập bản đồ và phân tích các sự vật, hiện tượng thực trên Trái đất. Công nghệ GIS kết hợp các thao tác cơ sở dữ liệu thông thường (như cấu trúc hỏi đáp) và các phép phân tích thống kê, phân tích không gian. Những khả năng này phân biệt GIS với các hệ thống thông tin khác và khiến cho GIS có phạm vi ứng dụng rộng trong nhiều lĩnh vực khác nhau (phân tích các sự kiện, dự đoán tác động và hoạch định chiến lược).
Việc áp dụng công nghệ thông tin trong lĩnh vực dữ liệu không gian đã tiến những bước dài: từ hỗ trợ lập bản đồ (CAD mapping) sang hệ thống thông tin địa lý (GIS). Cho đến nay cùng với việc tích hợp các khái niệm của công nghệ thông tin như hướng đối tượng, GIS đang có bước chuyển từ cách tiếp cận cơ sở dữ liệu (database approach) sang hướng tri thức (knowledge approach).
Hệ thống thông tin địa lý là hệ thống quản lý, phân tích và hiển thị tri thức địa lý, tri thức này được thể hiện qua các tập thông tin:
- Các bản đồ: giao diện trực tuyến với dữ liệu địa lý để tra cứu, trình bày kết quả và sử dụng như là một nền thao tác với thế giới thực
- Các tập thông tin địa lý: thông tin địa lý dạng file và dạng cơ sở dữ liệu gồm các yếu tố, mạng lưới, topology, địa hình, thuộc tính
- Các mô hình xử lý: tập hợp các quy trình xử lý để phân tích tự động
- Các mô hình dữ liệu: GIS cung cấp công cụ mạnh hơn là một cơ sở dữ liệu thông thường bao gồm quy tắc và sự toàn vẹn giống như các hệ thông tin khác. Lược đồ, quy tắc và sự toàn vẹn của dữ liệu địa lý đóng vai trò rất quan trọng
- Metadata: hay tài liệu miêu tả dữ liệu, cho phép người sử dụng tổ chức, tìm hiểu và truy nhập được tới tri thức địa lý..

## Các cách nhìn
Khi làm việc với hệ thống GIS có thể tiếp cận dưới các cách nhìn nhận như sau:
1. Cơ sở dữ liệu địa lý (Geodatabase - theo cách gọi của ESRI): GIS là một cơ sở dữ liệu không gian chuyển tải thông tin địa lý theo quan điểm gốc của mô hình dữ liệu GIS (yếu tố, topology, mạng lưới, raster,...)
2. Hình tượng hoá (Geovisualization): GIS là tập các bản đồ thông minh thể hiện các yếu tố và quan hệ giữa các yếu tố trên mặt đất. Dựa trên thông tin địa lý có thể tạo nhiều loại bản đồ và sử dụng chúng như là một cửa sổ vào trong cơ sở dữ liệu để hỗ trợ tra cứu, phân tích và biên tập thông tin.
3. Xử lý (Geoprocessing): GIS là các công cụ xử lý thông tin cho phép tạo ra các thông tin mới từ thông tin đã có. Các chức năng xử lý thông tin địa lý lấy thông tin từ các tập dữ liệu đã có, áp dụng các chức năng phân tích và ghi kết quả vào một tập mới.

Xét dưới góc độ ứng dụng trong quản lý nhà nước, GIS có thể được hiểu như là một công nghệ xử lý các dữ liệu có toạ độ (bản đồ) để biến chúng thành các thông tin trợ giúp quyết định cho các nhà quản lý.
Do các ứng dụng GIS trong thực tế quản lý nhà nước có tính đa dạng và phức tạp xét cả về khía cạnh tự nhiên, xã hội lẫn khía cạnh quản lý, những năm gần đây GIS thường được hiểu như một hệ thống thông tin đa quy mô và đa tỷ lệ. Tuỳ thuộc vào nhu cầu của các người sử dụng mà hệ thống có thể phải tích hợp thông tin ở nhiều mức khác nhau, nói đúng hơn, là ở các tỷ lệ khác nhau, nói cách khác là tuỳ thuộc vào các định hướng do cơ sở tri thức đưa ra.

## Cơ sở dữ liệu địa lý
Hệ thống thông tin địa lý (GIS) sử dụng cơ sở dữ liệu địa lý (geodatabase) làm dữ liệu của mình.
Các thành phần của cơ sở dữ liệu không gian bao gồm:
- Tập hợp các dữ liệu dạng vector (tập các điểm, đường và vùng)
- Tập hợp các dữ liệu dạng raster (dạng mô hình DEM hoặc ảnh)
- Tập hợp các dữ liệu dạng mạng lưới (ví dụ như đường giao thông, lưới cấp thoát nước, lưới điện...)
- Tập hợp các dữ liệu địa hình 3 chiều và bề mặt khác
- Dữ liệu đo đạc
- Dữ liệu dạng địa chỉ
- Các bảng dữ liệu là thành phần quan trọng của cơ sở dữ liệu không gian, được liên kết với các thành phần đồ họa với nhiều kiểu liên kết khác nhau.

Về khía cạnh công nghệ, hình thể, vị trí không gian của các đối tượng cần quản lý, được miêu tả bằng các dữ liệu đồ hoạ. Trong khi đó, tính chất các đối tượng này được miêu tả bằng các dữ liệu thuộc tính.
Mô hình cơ sở dữ liệu không gian không những quy định mô hình dữ liệu với các đối tượng đồ hoạ, đối tượng thuộc tính mà còn quy định liên kết giữa chúng thông qua mô hình quan hệ và định nghĩa hướng đối tượng bao gồm các tính chất như thừa kế (inherit), đóng gói (encapsulation) và đa hình (polymorphism).
Ngoài ra, cơ sở dữ liệu không gian hiện đại còn bao gồm các ràng buộc các đối tượng đồ hoạ ngay trong cơ sở dữ liệu, được gọi là topology. Lập bản đồ và phân tích địa lý không phải là kỹ thuật mới, nhưng GIS thực thi các công việc này tốt hơn và nhanh hơn các phương pháp thủ công cũ. Trước công nghệ GIS, chỉ có một số ít người có những kỹ năng cần thiết để sử dụng thông tin địa lý giúp ích cho việc giải quyết vấn đề và đưa ra các quyết định. GIS cung cấp cả khả năng hỏi đáp đơn giản và các công cụ phân tích tinh vi để cung cấp kịp thời thông tin cho những người quản lý và phân tích. Các hệ GIS hiện đại có nhiều công cụ phân tích hiệu quả, trong đó có hai công cụ quan trọng đặc biệt là phân tích liền kề và phân tích chồng xếp. Nhóm này tạo nên ứng dụng quan trọng đối với nhiều ứng dụng mang tính phân tích. Quá trình chồng xếp sử dụng một số bản đồ để sinh ra thông tin mới và các đối tượng mới. Trong nhiều trường hợp topology mới sẽ được tạo lại. Phân tích chồng xếp khá tốn thời gian và thuộc vào nhóm các ứng dụng có tính chất sâu, khi hệ thống được khai thác sử dụng ở mức độ cao hơn là được sử dụng cho từng vùng cụ thể hoặc cả nước với tỷ lệ bản đồ phù hợp. Chồng xếp là quá trình tích hợp các lớp thông tin khác nhau. Các thao tác phân tích đòi hỏi một hoặc nhiều lớp dữ liệu phải được liên kết vật lý. Sự chồng xếp này, hay liên kết không gian, có thể là sự kết hợp dữ liệu về đất, độ dốc, thảm thực vật hoặc sở hữu đất với định giá thuế.
Với nhiều thao tác trên dữ liệu địa lý, kết quả cuối cùng được hiển thị tốt nhất dưới dạng bản đồ hoặc biểu đồ. Bản đồ khá hiệu quả trong lưu giữ và trao đổi thông tin địa lý. GIS cung cấp nhiều công cụ mới để mở rộng tính nghệ thuật và khoa học của ngành bản đồ. Bản đồ hiển thị có thể được kết hợp với các bản báo cáo, hình ảnh ba chiều, ảnh chụp và những dữ liệu khác (đa phương tiện). Nhờ khả năng xử lý các tập hợp dữ liệu lớn từ các cơ sở dữ liệu phức tạp, nên GIS thích hợp với các nhiệm vụ quản lý tài nguyên môi trường. Các mô hình phức tạp cũng có thể dễ dàng cập nhật thông tin nhờ sử dụng GIS. Các lớp dữ liệu GIS có thể như hình sau:
GIS được sử dụng để cung cấp thông tin nhanh hơn và hiệu quả hơn cho các nhà hoạch định chính sách. Các cơ quan chính phủ dùng GIS trong quản lý các nguồn tài nguyên thiên nhiên, trong các hoạt động quy hoạch, mô hình hoá và quan trắc.
Thông tin địa lý là những thông tin quan trọng để đưa ra những quyết định một cách nhanh chóng. Các phân tích GIS phụ thuộc vào chất lượng, giá trị và tính tương thích của các dữ liệu địa lý dạng số. Việc chia sẻ dữ liệu sẽ kích thích sự phát triển các nhu cầu về sản phẩm và dịch vụ GIS. Các nguồn dữ liệu tăng thêm nhờ sự kết hợp của GIS với GPS (hệ thống định vị toàn cầu) và công nghệ viễn thám, đã cung cấp các công cụ thu thập dữ liệu hiệu quả hơn. GIS đã được công nhận là một hệ thống với nhiều lợi ích không chỉ trong các công tác thu thập đo đạc địa lý mà còn trong các công tác điều tra tài nguyên thiên nhiên, phân tích hiện trạng và dự báo xu hướng diễn biến tài nguyên môi trường.
Tại Việt Nam công nghệ GIS cũng được thí điểm khá sớm, và đến nay đã được ứng dụng trong khá nhiều ngành như quy hoạch nông lâm nghiệp, quản lý rừng, lưu trữ tư liệu địa chất, đo đạc bản đồ, địa chính, quản lý đô thị... Tuy nhiên các ứng dụng có hiệu quả nhất mới giới hạn ở các lĩnh vực lưu trữ, in ấn các tư liệu bản đồ bằng công nghệ GIS. Các ứng dụng GIS thuộc lĩnh vực quản lý, điều hành, trợ giúp quyết định hầu như mới dừng ở mức thử nghiệm, còn cần thời gian và đầu tư mới có thể đưa vào ứng dụng chính thức.